# Федерация европейских биохимических обществ
Federation of the European Biochemical Societies (Федерация Европейских Биохимических Обществ), часто упоминаемая как FEBS, это международная научная организация содействия прогрессу и обучению биохимии, молекулярной биологии и молекулярной биофизике в Европе. С основания в 1964 году организация значительно выросла и на данный включает почти 40,000 членов из 36 членских обществ и 7 ассоциированных обществ в 43 странах .

## Деятельность
FEBS спонсирует обучающие курсы продвинутого уровня для аспирантов и постдоков, организует конференции и обучающие гранты, награждение премиями и медалями. В дополнение, FEBS дает молодым учёным из Восточной и Центральной Европы возможность визита и работы в лабораториях Центральной Европы. FEBS сотрудничает с родственными научными обществами, например с Европейской Организацией молекулярной биологии (EMBO), European Life Scientist Organisation (ELSO), и European Molecular Biology Laboratory (EMBL). FEBS также является одним из основателей Initiative for Science in Europe.
Вручается FEBS/EMBO Women in Science Award (лауреат получает 10 тыс. евро) — отмеченных ею см. в статье EMBO.

## Научные журналы
FEBS выпускает три научных журнала: FEBS Journal, FEBS Letters и Molecular Oncology. FEBS Journal ранее назывался European Journal of Biochemistry. FEBS Journal публикует полноразмерные статьи по результатам исследований, тогда как FEBS Letters посвящён коротким отчётам.